# ولاد ناس (مسلسل)
ولاد ناس مسلسل مصري درامي أنتج عام 2021. تدور أحداث المسلسل عن حادث أتوبيس مدرسة ويدخل على إثره عدد من الطلبة إلى غرفة العمليات، وما يتعرض له أولياء الأمور من أزمات بعد هذا الحادث وكيف تختلف طريقة تعاملهم مع أولادهم وتربيتهم لهم.

## طاقم العمل

### الممثلين[4]
- رانيا فريد شوقي
- إيهاب فهمي
- بيومي فؤاد
- صبري فواز
- أحمد صيام
- محمد عز
- أحمد وفيق
- هاجر عفيفي
- معتز هشام
- يسرا المسعودي
- طارق عبد الحليم
- رضوي البروكي
- محمود حجازي
- ماجد الكدواني
- ندى عادل
- إيمي الجندي
- رشا أمين
- محمد السعدني
- محمد سليمان
- ياسمين عادل
- ناصر سيف
- نور حمزة
- أحمد دياب
- فريد النقراشي
- زينة منصور
- ديالا عودة
- صفاء الطوخي
- زياد الشرقاوى
- وفاء صادق
- ألفت عمر
- لقاء سويدان
- أحمد عنان
- دنيا يوسف
- عاصم ترك[5][6]

### إخراج
- هاني كمال (مخرج)
- جمال خزيم (مساعد مخرج أول)
- يوسف كمال رزق (مخرج منفذ)
- محمد عبد المجيد (مساعد مخرج)
- محمد الشنواني (مساعد مخرج (سكريبت حركه))

### تأليف
- هاني كمال

### إنتاج
- ڤيو (مشاركة في الإنتاج)
- سكوير ميديا للإنتاج الفني والإعلامي. (مشاركة في الإنتاج)
- محمد عبد الحفيظ (المنتج الفني)
- أحمد عباس (مدير إدارة الإنتاج)

### ماكياج
- مصطفى نجيب (ماكير)
- مصطفى دهب (كوافير)
- شمس السرجاني (ماكير رانيا فريد شوقي)

### موسيقى
- تامر عاشور (غناء التتر)
- أحمد عاطف. (موسيقى تصويرية)

### ديكور
- أيمن فتحي (مهندس الديكور)
- محمود عطا (منفذ ديكور)

### صوت
- محمود سعيد (مساعد أول صوت)
- محمد عبد العظيم (مهندس الصوت)

### كاستينج
- ياسمين عادل

### تصوير
- جوزيف لويس (ستيدي كام)

### ملابس
- مايا البياضي (ستايلست)
- ياسمين عبد المنعم. (سكريبت ملابس)

### مونتاج
- محمود سليمان (مونتير مساعد)